# Заокеанский репортёр
«Заокеанский репортёр» — советский сатирический мультипликационный фильм студии «Союзмультфильм» 1961 года.

## Сюжет
В Америке в здании «Стрикороба корпорейшн» объявление по радио: «Редакции нужен опытный и решительный специалист». Из набежавшей толпы претендентов выбирают «специалиста наводить тень на плетень» и посылают на медицинский осмотр и прививки, затем выдача костюма и аппаратуры. Затем репортёр в кабинете Босса, за его спиной робот-секретарь, который оглашает характеристику: Боб Скетч, 30 лет, честолюбие 300, энергия 120, совесть около нуля. Босс командует: «Нужен разоблачительный репортаж из Москвы, оплата щедрая». Репортёр на самолёте летит через океан в Москву.

На обзорной экскурсии по Москве репортёр фотографирует объявление «Автобус работает без кондуктора», видит как пассажиры бросают монеты в билетную кассу-автомат, и отсылает первый отчёт: «Сенсация! Половина московского транспорта работает без кондукторов. Грандиозная забастовка! Бастующие требуют свободной торговли и ковбойских фильмов». Выходит экстренный выпуск газеты с заголовком «Забастовка в СССР». Следующий отчёт: «В Москве нет жевательной резинки. Русским нечего жевать.» Для следующей сенсации репортёр находит в районе новостроек «Черёмушки» последний деревянный дом, но его сносит бульдозер.

Репортёр едет на строительство гидроэлектростанции в Сибири, но фотографирует только тайгу и лучину в декорациях концерта (участница самодеятельности (бетонщица, как указано в афише) исполняет русскую народную песню «Лучинушка»). Босс доволен и посылает Боба на целину, которую репортёр принимает за замаскированную военную базу, а тракторы — за русские танки.

Следующее задание: сфотографировать русское секретное оружие. Репортёр шлёт отчёт, что обнаружил в Кремле колоссальную пушку, развёрнутую на запад, а возле неё большие ядра — значит, это ядерное оружие. Раздаётся голос экскурсовода: «Это Царь-пушка… 1586 года… она никогда не стреляла. Однако, если бы понадобилось…». Импровизированный выстрел уносит Боба обратно в США, где взбешённый Босс кричит репортёру: «Болван!»

## Создатели
- Сценарий — Евгения Аграновича
- Режиссёр — Григорий Ломидзе
- Операторы: Иосиф Голомб, Николай Гринберг
- Художник — Евгений Шукаев
- Композитор — Сигизмунд Кац
- Звукооператор — Георгий Мартынюк
- Редактор — Наталья Абрамова
- Ассистенты режиссёра: А. Дымич, Вера Гокке
- Ассистент художника — Аркадий Тюрин
- Мультипликаторы-кукловоды: Павел Петров, Лев Жданов, Н. Литвинова, Вячеслав Шилобреев, В. Закревский
- Куклы и декорации изготовлены: Олегом Масаиновым, Галиной Геттингер, В. Курановым, В. Черниховой, В. Быстрицким, Владимирым Алисовым

под руководством — Романа Гурова
- Директор картины — Натан Битман

Роли озвучивали (нет в титрах)
- Георгий Вицин — Боб Скетч, репортёр
- Анатолий Кубацкий — босс газеты «Стрикороба корпорейшн»
- Павел Панков — робот-помощник
- Олег Анофриев — песня Боба Скетча
- Лидия Смирнова — голос экскурсовода

## Отзывы
Условность, заключающаяся в художественной природе мультипликации, ещё больше подчёркивает этот схематизм, худосочность центрального персонажа. Печать иллюстративности лежит на всём мультфильме. А ведь художественный образ, в том числе и в мультипликационной сатире, это всегда открытие чего-то нового в действительности. Он никак не может быть сведён к иллюстрированию общих положений, так как при этом теряется его художественная действенность, ослабевает сила сатирического удара. Стендаль очень верно отметил: нельзя вызвать смех при помощи общих положений. Чтобы вызвать смех, говорил он, «нужны детали».

Фильм-памфлет режиссёра Г. Ломидзе «Заокеанский репортёр» (1961) задуман как беспощадное разоблачение продажности и лживости буржуазной прессы. В нём выразителен образ прислуживающего боссу робота, одновременно похожего и на современный усовершенствованный автомат, и на злого духа из старинной сказки, и как бы олицетворяющего собой жестокую бесчеловечность империалистического «государственного механизма», мрачную машинерию «большого бизнеса». В сложном и важном жанре памфлета наши мастера мультипликации работают, к сожалению, редко и мало.— Асенин С. В. «Волшебники экрана»